# Kluczewaja (rejon niżniesiergiński)
Kluczewaja (ros. Ключевая) – osiedle w Rosji, w obwodzie swierdłowskim, w rejonie niżniesiergińskim. W 2021 liczyło 812 mieszkańców.